# Hope Solo
Hope Amelia Solo (Richland, Washington, Estados Unidos, 30 de julio de 1981) es una exfutbolista estadounidense. Fue la guardameta de la selección femenina de fútbol de los Estados Unidos desde 2000 al 2016, con quienes ganó la Copa Mundial Femenina de Fútbol de 2015 y dos medallas olímpicas de oro.
Tras jugar a nivel universitario por la Universidad de Washington, debutó profesionalmente con el club Philadelphia Charge en la liga de la Women's United Soccer Association (WUSA).
Solo es considerada como una de las mejores guardametas del mundo. 
Fue la portera titular en la mayoría de los partidos de la Copa Mundial Femenina de Fútbol de 2007, llevando a su selección a las semifinales, recibiendo solo dos goles en cuatro partidos. Sin embargo, fue relegada de la titularidad en favor de la veterana Briana Scurry para el partido de semifinales, en una controvertida decisión de su entrenador Greg Ryan; las estadounidenses fueron derrotadas por 4:0 ante Brasil. Durante la Copa Mundial Femenina de Fútbol de 2011, se destacó por su habilidad, especialmente durante el partido de cuartos de final contra Brasil, en la que los Estados Unidos derrotaron al equipo brasileño en la tanda de penales. A pesar de que su selección perdió la final ante Japón en los penaltis, Solo recibió el Guante de oro a la mejor portera, así como el Balón de bronce por su desempeño en el torneo.
Después de disputar la Copa Mundial Femenina de Fútbol de 2011, Solo participó en el programa de televisión Dancing with the Stars y posó para varias revistas, destacando su aparición en "The Body Issue" de ESPN The Magazine. Después de los Juegos Olímpicos de Londres 2012, donde obtuvo su segunda medalla olímpica de oro, publicó su autobiografía, Solo: A Memoir of Hope.

## Primeros años
Nació en Richland, Washington, el 30 de julio de 1981. Es hija de Judy y Jeffrey Solo. Su padre, un veterano italo-americano de la guerra de Vietnam, fue quien le enseñó a jugar fútbol en su niñez. Cuando tenía siete años, su padre la llevó junto con su hermano Marcus a un partido de béisbol en la vecina ciudad de Yakima, pero terminó conduciendo más de tres horas al oeste de Seattle, donde permanecieron por varios días en un hotel. Solo describe que aunque inicialmente parecían unos días de vacaciones, posteriormente algo no andaba bien. La policía los encontró en un banco del centro y arrestó a Jeffrey bajo el cargo de presunto secuestro. Aunque sus padres se divorciaron cuando ella tenía seis años y pasó a vivir con su madre, Solo mantuvo una estrecha relación con su padre después de volver a contactarse con él durante sus años en la Universidad de Washington. Él continuó siendo una gran influencia en su vida, hasta su muerte a causa de una insuficiencia cardíaca, en junio de 2007.
Como delantera en la Escuela Secundaria Richland, Solo anotó 109 goles, consiguiendo tres títulos de liga consecutivos entre 1996 a 1998, y un campeonato estatal durante su último año.

## Trayectoria

### Washington Huskies
Asistió a la Universidad de Washington desde 1999 a 2002, donde se especializó en comunicaciones. Con los Washington Huskies, cambió definitivamente de posición a la de portera, bajo la dirección de la entrenadora Lesle Gallimore y la preparadora de arqueros y exseleccionada nacional, Amy Griffin.
Solo se convirtió en la mejor portera en la historia de la Pacific-10 Conference (Pac-10). Durante su segundo año, Solo fue nombrada Jugadora del año de la Pac-10, siendo la primera washingtoniana y la primera portera en recibir dicho premio. En su último año, fue la única portera nominada para el Trofeo Hermann.

### Women's United Soccer Association y ligas europeas (2003–05)
Después de su carrera universitaria, Solo fichó por la ahora ya extinta WUSA, equipo de Philadelphia Charge en el año 2003. Jugó 19 partidos de liga para el Kopparbergs / FC Gotemburgo de Suecia, Gotemburgo, en la División Premier de Suecia en el año 2004 y jugó para el Olympique Lyonnais en la Primera División francesa en 2005. Participó en siete partidos con el club francés. Ella ahora juega para las Sounders Women.

### Women's Professional Soccer (2009–11)

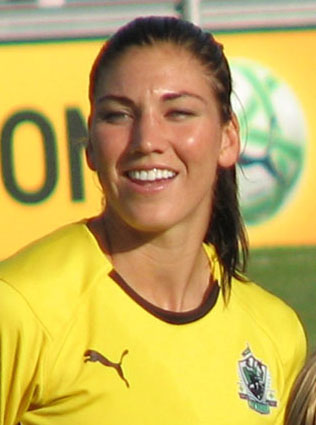
Con la elástica del Saint Louis Athletica.

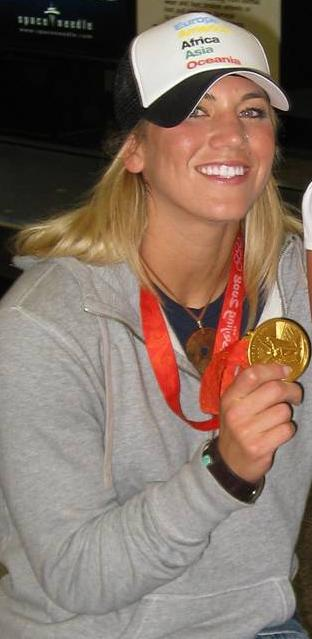
Con la medalla de oro de los Juegos Olímpicos del 2008.

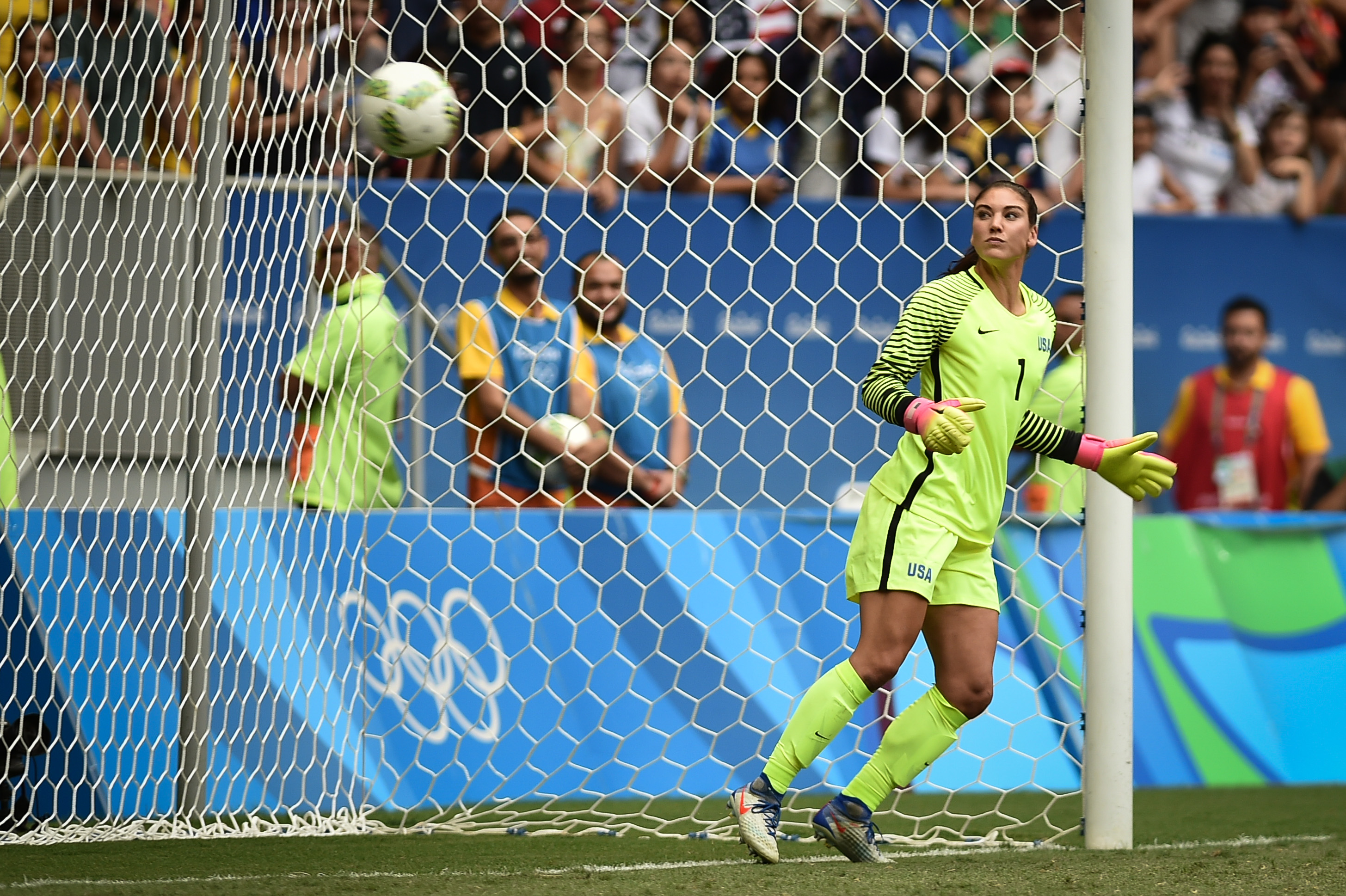
Hope Solo durante los Juegos Olímpicos de Río de Janeiro 2016.

El 16 de septiembre de 2008, Solo fue una de las tres jugadoras seleccionadas por el Saint Louis Athletica de la WPS. En el 2009 fue nombrada portera del año de WPS.
En mayo de 2010, firma con otro equipo de la WPS, Atlanta Beat, junto con dos compañeros del equipo de St. Louis. Se sometió a cirugía en su hombro derecho el 22 de septiembre.
Antes de la temporada 2011 del Fútbol Profesional, Solo firmó por la nueva franquicia MagicJack. Después de una temporada con el MagicJack, el club perdió su franquicia el 25 de octubre de 2011.

### Seattle Sounders Women (2012)
El 14 de febrero de 2012, se anunció que Solo había firmado por los Seattle Sounders Women.

## Selección nacional
| Año       | Equipo                | Partidos |
| --------- | --------------------- | -------- |
| 1995-1997 | Estados Unidos sub-16 | 8        |
| 1998-1999 | Estados Unidos sub-19 | 12       |
| 1999-2000 | Estados Unidos sub-21 | 18       |
| 2000-2016 | Estados Unidos        | 202      |

Solo jugó en los equipos juveniles de la selección nacional de fútbol de Estados Unidos antes de unirse a la absoluta en 2000. Su debut se produjo con una victoria de 8-0 sobre Islandia, en Davidson, Carolina del Norte en abril de 2000. Fue nombrada miembro del equipo olímpico en 2004, haciendo de suplente en los Juegos Olímpicos de 2004 en Atenas. Solo ha sido portera del equipo titular desde 2005. Estuvo 1.054 minutos sin permitir un gol, en una racha que terminó en una victoria por 4-1 ante Francia en la Copa Algarve.

### Copa Mundial Femenina de Fútbol de 2007
Solo fue la portera titular hasta llegar a la semifinal contra Brasil concediendo dos goles en cuatro partidos consecutivos, Greg Ryan, entrenador de EE. UU., la envió al banquillo a favor de la veterana Briana Scurry de 36 años, que tenía un sólido historial de desempeño contra los brasileños, pero no había jugado un partido completo en tres meses. Los EE. UU. perdieron 4-0 con Brasil.

### Juegos Olímpicos de 2008
El 23 de junio de 2008, se anunció que sería la portera titular para el equipo de EE. UU. en los Juegos Olímpicos de Verano en Pekín. En un cambio de roles a los Juegos Olímpicos de 2004, Brianna Scurry no formó parte del equipo. El 21 de agosto, el equipo femenino de EE. UU. ganó la medalla de oro al derrotar a Brasil 1-0 en tiempo añadido. Después de que el equipo ganó oro, Solo apareció en Today Show de NBC y afirmó en un artículo que aparece en ESPN The Magazine que ella estaba borracha.

### Copa Mundial Femenina de Fútbol de 2011
A pesar de perderse gran parte de la campaña de clasificación con una lesión en el hombro, Solo fue seleeccionada en la lista de EE. UU. para la Copa Mundial Femenina de Alemania. [28] Después de mantener portería a cero en el grupo C gana a Corea del Norte y Colombia , Solo recibió dos goles en la derrota por 2-1 ante Suecia, que dejaba a los estadounidenses en la segunda posición en el grupo y a encontrarse en cuartos de final con Brasil.
El partido de cuartos de final entre los EE. UU. y Brasil llegó a la tanda de penaltis después de que Abby Wambach empatase el partido a 2-2 en el tiempo añadido. Solo paró el tercer penalti de Brasil y así ayudar a los EE. UU. a pasar a la semifinal contra Francia, a la que ganaron 3-1. 
En la final, el equipo de EE. UU. perdió 3-1 en los penaltis contra Japón.  Solo ganó el "Guante de Oro", premio a la mejor portera, y el "Balón de Bronce" por su rendimiento general. También apareció en el "All-Star" equipo del torneo.

### Juegos Olímpicos de 2012
Días previos a la Juegos Olímpicos de Verano de 2012, Solo recibió una advertencia pública de la Agencia Antidopaje de EE. UU. (USADA) después de una prueba de orina 15 de junio llegó a la conclusión de que la sustancia prohibida detectada era "canrenona".
En un comunicado, Solo indicó que se le había prescrito una medicación pre-menstrual y no era consciente de que contenía sustancias prohibidas. Solo colaboró con la USADA y les proporcionó la información necesaria para demostrar que fue un error y para poder evitar no participar en los Juegos Olímpicos de Londres. En ellos, ganó la medalla de oro junto a sus compañeras de selección imponiéndose en la final ante Japón por 2 a 1. Solo realizó una actuación perfecta ya que en el minuto 93, una parada suya evitó el gol del empate de Japón.

## Clubes
| Club                   | País           | Año       |
| ---------------------- | -------------- | --------- |
| Richland Bombers       | Estados Unidos | 1996–1999 |
| Washington Huskies     | Estados Unidos | 1999–2002 |
| Philadelphia Charge    | Estados Unidos | 2003      |
| Kopparbergs/Göteborg   | Suecia         | 2004      |
| Olympique de Lyon      | Francia        | 2005      |
| Saint Louis Athletica  | Estados Unidos | 2009–2010 |
| Atlanta Beat           | Estados Unidos | 2010      |
| magicJack              | Estados Unidos | 2011      |
| Seattle Sounders Women | Estados Unidos | 2012      |
| Seattle Reign FC       | Estados Unidos | 2013–2016 |

## Vida personal
Está casada con el exjugador de fútbol americano Jerramy Stevens. Empezaron su relación a mediados de agosto de 2012, cuando Solo retornó de los Juegos Olímpicos. El 12 de noviembre de 2012, Stevens fue detenido en el marco de la investigación por un asalto, tras de un incidente que dejó a Solo herida. Al día siguiente, Stevens fue puesto en libertad después que el juez determinó que no había pruebas suficientes para su detención. La pareja se casó al día siguiente, el 13 de noviembre de 2012. En diciembre de 2019, Solo anunció que ella y Stevens estaban esperando mellizos, un niño y una niña. La pareja le dio la bienvenida a Vittorio Genghis y Lozen Orianna Judith Stevens el 4 de marzo de 2020.
En 2017 denunció públicamente haber sufrido abuso sexual de Joseph Blatter.

## Otras actividades
Fue un participante de la 13 ª temporada de Dancing with the Stars. Su compañero era Maksim Chmerkovskiy y quedó eliminada en la ronda de semifinales.